# Ordinariat pour les fidèles de rite oriental en Argentine
L'ordinariat pour les fidèles de rite oriental en Argentine (en latin : Ordinariatus Argentinae ; en espagnol : Ordinariato para los fieles de rito oriental en Argentina) est un ordinariat de l'Église catholique en Argentine directement soumis au Saint-Siège.

## Territoire
L'ordinariat a juridiction sur les fidèles de rite oriental d'Argentine à l'exclusion des Arméniens, des Maronites, des Ukrainiens et des Melkites, qui ont leurs propres circonscriptions. En effet, depuis la création de l'exarchat apostolique d'Argentine des Melkites le 20 avril 2002, l'ordinariat a réduit sa juridiction sur les grecs-catholiques russes et roumains.

## Historique
L'ordinariat est érigé le 19 février 1959 par le décret Annis praeteritis de la congrégation pour les Églises orientales. Par la suite, certaines Églises catholiques orientales obtiennent leurs propres juridictions ecclésiastiques : l'éparchie Santa María del Patrocinio des Ukrainiens à Buenos Aires est érigée le 9 avril 1968 pour les fidèles de l'Église gréco-catholique ukrainienne, l'exarchat apostolique d'Amérique latine et du Mexique (es) est créé le 3 juillet 1981 pour les fidèles de l'Église catholique arménienne en Amérique latine puis l'éparchie San Gregorio de Narek de Buenos Aires voit le jour le 18 février 1989 plus spécifiquement pour les fidèles arméniens d'Argentine. L'éparchie Saint-Charbel est fondée le 5 octobre 1990 pour les fidèles de l'Église maroniteet l'exarchat apostolique d'Argentine des Melkites est érigé le 21 mars 2002 pour les fidèles de l'Église grecque-catholique melchite.

## Évêques
- Antonio Caggiano (15 août 1959 - 21 avril 1975)
- Juan Carlos Aramburu (21 avril 1975 - 30 octobre 1990)
- Antonio Quarracino (30 octobre 1990 - 28 février 1998)
- Jorge Mario Bergoglio, S.J (6 novembre 1998 - 13 mars 2013), élu pape sous le nom de  François
- Mario Aurelio Poli, depuis le 4 mai 2013